# Sloan Doak
Sloan Doak, ameriški jahač in častnik, * 28. januar 1886, † 1965.
Na poletnih olimpijskih igrah leta 1924 je osvojil individualno bronasto medaljo v trodnevnem jahalnem dogodku.